# Mistrzostwa Europy w Lekkoatletyce 2010 – bieg na 10 000 m kobiet
Bieg na 10 000 metrów kobiet – jedna z konkurencji rozegranych podczas lekkoatletycznych mistrzostw Europy na Estadi Olímpic Lluís Companys w Barcelonie.
Srebrny medal zdobyła Rosjanka Inga Abitowa, lecz pod koniec 2012 krążek został jej odebrany z powodu wykrycia u niej niedozwolonego dopingu. Zdyskwalifikowano także piątą na mecie Turczynkę Meryem Erdoğan.

## Terminarz
| Data     | Godzina |       |
| -------- | ------- | ----- |
| 28 lipca | 21:05   | Finał |

## Rezultaty
| Poz. – pozycja \| CR – rekord mistrzostw \| NR – rekord kraju \| PB – rekord życiowy \| DNS – nie wystartował \| DNF – nie ukończył |
| SB – najlepszy wynik w sezonie \| EL – najlepszy wynik w tym sezonie w Europie                                                      |

### Finał
| Poz. | Zawodnik                  | Reprezentacja | Czas     | Uwagi |
| ---- | ------------------------- | ------------- | -------- | ----- |
|      | Elvan Abeylegesse         | Turcja        | 31:10,23 | EL    |
|      | Jéssica Augusto           | Portugalia    | 31:25,77 |       |
|      | Hilda Kibet               | Holandia      | 31:36,90 |       |
| 4    | Sabrina Mockenhaupt       | Niemcy        | 32:06,02 |       |
| 5    | Jelena Sokołowa           | Rosja         | 32:36,71 |       |
| 6    | Krisztina Papp            | Węgry         | 32:49,05 |       |
| 7    | Ana Dulce Félix           | Portugalia    | 33:12,93 |       |
| 8    | Swiatłana Kudzielicz      | Białoruś      | 33:31,33 |       |
| 9    | Martina Strähl            | Szwajcaria    | 33:37,89 |       |
| 10   | Jacqueline Martin         | Hiszpania     | 34:11,49 |       |
| 11   | Zsófia Erdélyi            | Węgry         | 34:57,77 |       |
|      | Federica Dal Ri           | Włochy        | DNF      |       |
|      | Sara Moreira              | Portugalia    | DNF      |       |
|      | Maria Sig Møller          | Dania         | DNF      |       |
|      | Karoline Bjerkeli Grøvdal | Norwegia      | DNF      |       |
|      | Lilija Szobuchowa         | Rosja         | DNF      |       |
|      | Inga Abitowa              | Rosja         | 31:22,83 | DSQ   |
|      | Meryem Erdoğan            | Turcja        | 31:44,86 | DSQ   |